# Yoo Ki-hong
Dans ce nom coréen, le nom de famille, Yoo, précède le nom personnel.
Yoo Ki-hong (né le 24 mars 1988) est un coureur cycliste sud-coréen.

## Biographie
Yoo Ki-hong naît le 24 mars 1988 en Corée du Sud. 
Membre de l'équipe Seoul de 2008 à 2009, il remporte notamment la 9e étape du Tour de Corée. Recruté par l'équipe Geumsan Ginseng Asia en 2010, il remporte cette année-là la 2e étape du Tour de Corée et l'année suivante la 7e étape de cette course.

## Palmarès sur route

### Par années
- 2009[1]
  - 2e étape de la Jeolginyeon Stage Race (contre-la-montre)
  - 1re étape de la Ho Chi Minh City Television Cup
  - 9e étape du Tour de Corée
- 2010
  - Daetongryeonggi Gapyeong Stage Race :
    - Classement général
    - 1re étape

  - 2e étape du Tour de Corée
- 2011
  - 7e étape du Tour de Corée

### Classements mondiaux
| Année         | 2007 | 2008 | 2009 | 2010 | 2011 | 2012 | 2013 |
| ------------- | ---- | ---- | ---- | ---- | ---- | ---- | ---- |
| UCI Asia Tour | 139e |      | 138e | 180e | 240e |      | 273e |